# FC Jūrmala
FC Jūrmala (łot. Futbola Centrs Jūrmala) – łotewski klub piłkarski z siedzibą w Jurmale, działający w latach 2008–2015.

## Historia
Klub został założony w 2008 jako Centrum Futbolowe Jūrmala. W 2011 klub debiutował w Virslidze. W najwyższej lidze z powodzeniem występował przez 4 sezony, po czym został relegowany z ligi za zaległości finansowe wobec zawodników. W związku z niewywiązaniem się ze zobowiązań finansowych, 31 marca 2015 roku łotewska federacja podjęła decyzję o usunięciu klubu ze swoich struktur.

## Sukcesy
- 2. miejsce w 1. līga:

2010
- 1/8 finału Pucharu Łotwy:

2008